# Sud-Portugal
 (novembre 2018).
Sud-Portugal est le nom d'un terrane d'accrétion du Paléozoïque, correspondant aujourd'hui en majeure partie au sud du Portugal (sud du district de Beja et Algarve) et à la zone de Valverde del Camino en Andalousie.
Il serait entré en collision avec le terrane d'Iberia (faisant alors partie de Laurussia) au Dévonien, lors de l'orogenèse hercynienne.